# Chiesa dei Santi Stefano e Lorenzo (Castiglione Olona)
La chiesa dei Santi Stefano e Lorenzo, detta anche la collegiata per la presenza un tempo di un collegio di canonici, è un edificio religioso che si erge sul colle che domina il borgo di Castiglione Olona.

## Storia
Sorse sulle rovine del castello di Castiglione Olona, nel Seprio, fortificazione più volte distrutta tra il Basso Medioevo e il primo Rinascimento. Voluta dal cardinale Branda Castiglioni, la chiesa fu consacrata il 25 marzo 1425, dopo tre anni di costruzione, e venne realizzata in stile gotico lombardo. 

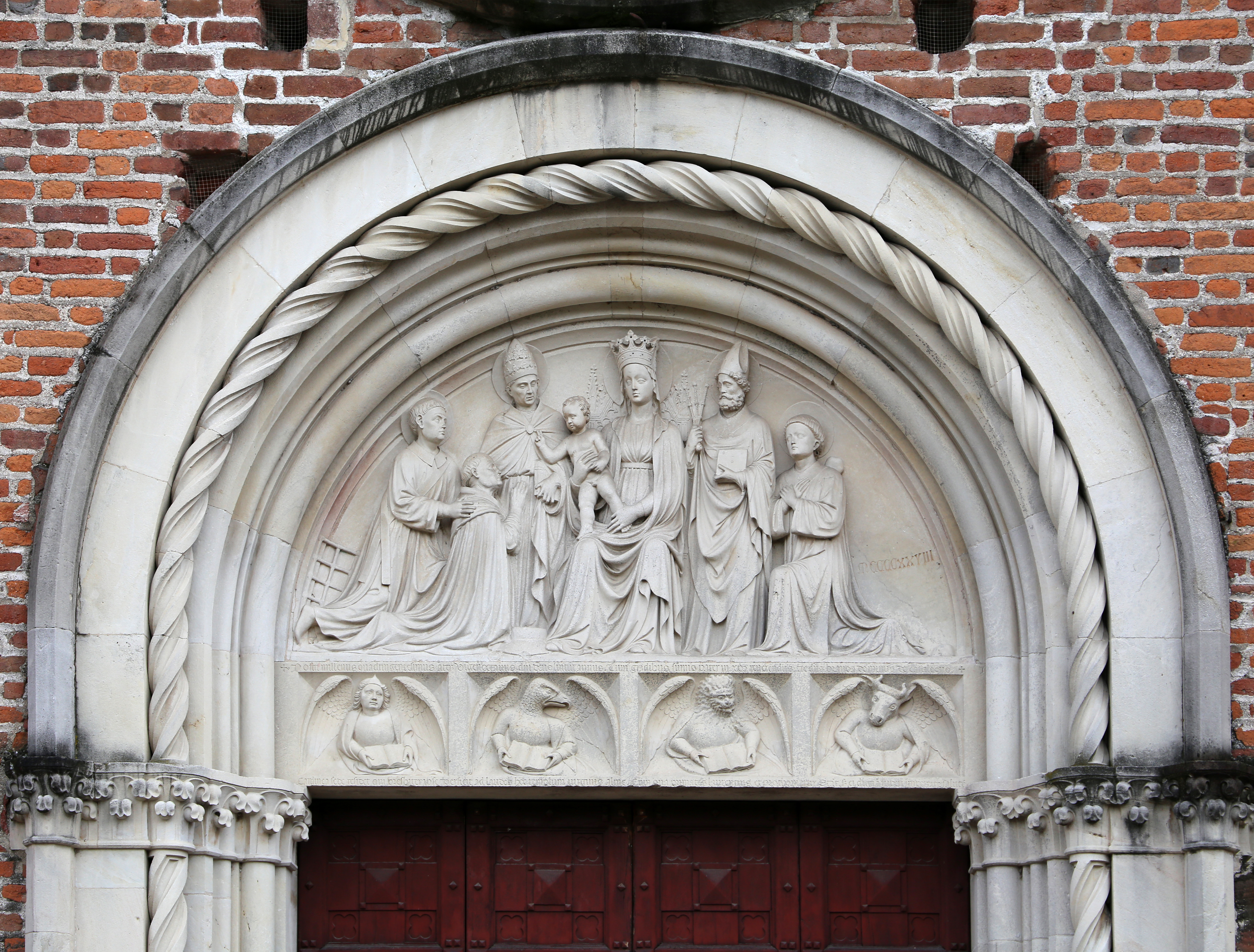
Lunetta con la Madonna col Bambino che benedice il cardinale Branda Castiglioni alla presenza dei santi Lorenzo, Clemente, Ambrogio e Stefano, e il tetramorfo, 1428, di maestri caronesi

Una lunetta scolpita, datata 1428, sormonta l'ingresso della chiesa, opera dei maestri caronesi (Filippo Solari e Andrea da Carona): al centro la Madonna con il Bambino; a sinistra san Lorenzo, san Clemente (titolare della basilica di Roma di cui era titolare il cardinal Branda) e il committente cardinale Branda Castiglioni (in ginocchio); a destra sant'Ambrogio e santo Stefano; nell'architrave i simboli dei quattro evangelisti.
Il titolo di collegiata derivava dalla presenza di un capitolo di canonici ("Collegio"), che era stato istituito dal cardinale e che rimase attivo fino alla soppressione nel 1798.
Il progetto della chiesa fu assegnato ai fratelli ticinesi Alberto, Giovanni e Pietro Solari, figli di Marco da Carona.
Un tempo, nei pressi della collegiata, si trovava un chiostro.
Il battistero, costruito sulle fondamenta di una torre dell'antico castello, ospita il ciclo di Masolino da Panicale dedicato a san Giovanni Battista (1435).
Anche il campanile, che svetta accanto alla chiesa con la sua cuspide conica, è impostato sulla base di una vecchia torre del castello. 
Dal 2013 in tre locali dell'antica canonica è allestito il Museo della Collegiata, dove è esposto ciò che rimane del tesoro della Collegiata: dipinti, codici di canto ambrosiano, oreficerie, arredi sacri, prevalentemente del XV secolo.

## Descrizione
Le peculiarità che caratterizzano la chiesa sono i mattoni a vista, la facciata a capanna, i contrafforti che descrivono la suddivisione interna e il fregio di archetti.
All'interno della chiesa sono presenti tre navate a sistema alternato (a tre campate quadrate centrali corrispondono per ogni lato sei campatelle di uguale disegno), divise da cinque colonne di pietra, che terminano in altrettante absidi. La decorazione delle volte delle navate è ottocentesca, in stile neogotico. 
Nella navata centrale pende un raro lampadario quattrocentesco, opera di una manifattura fiamminga (Dinant) o tedesca (Norimberga), databile al terzo o quarto decennio del XV secolo e restaurato nel 2016, non dissimile da quello presente nel celebre Ritratto dei coniugi Arnolfini di Jan van Eyck. Il tempietto centrale, arrivato a Castiglione come frutto delle missioni e delle relazioni estere del cardinale Branda Castiglioni,.è 'abitato' da statue della Vergine e dei Santi Stefano, Lorenzo e Giorgio col drago.

Il presbiterio è affrescato da un gruppo di artisti toscani: a Masolino da Panicale spettano le scene realizzate nelle sei vele della volta centrale, dove ha lasciato la propria firma, con altrettanti episodi della vita della Vergine, non in ordine cronologico, affrescate tra il 1432 e il 1433 (o 1435). Da sinistra a destra si susseguono la Natività, l'Annunciazione, l'Incoronazione di Maria, lo Sposalizio, l'Adorazione dei Magi e l'Assunzione. Le figure esili di Masolino si allungano insieme agli sfondi architettonici, seguendo l'andamento delle vele.

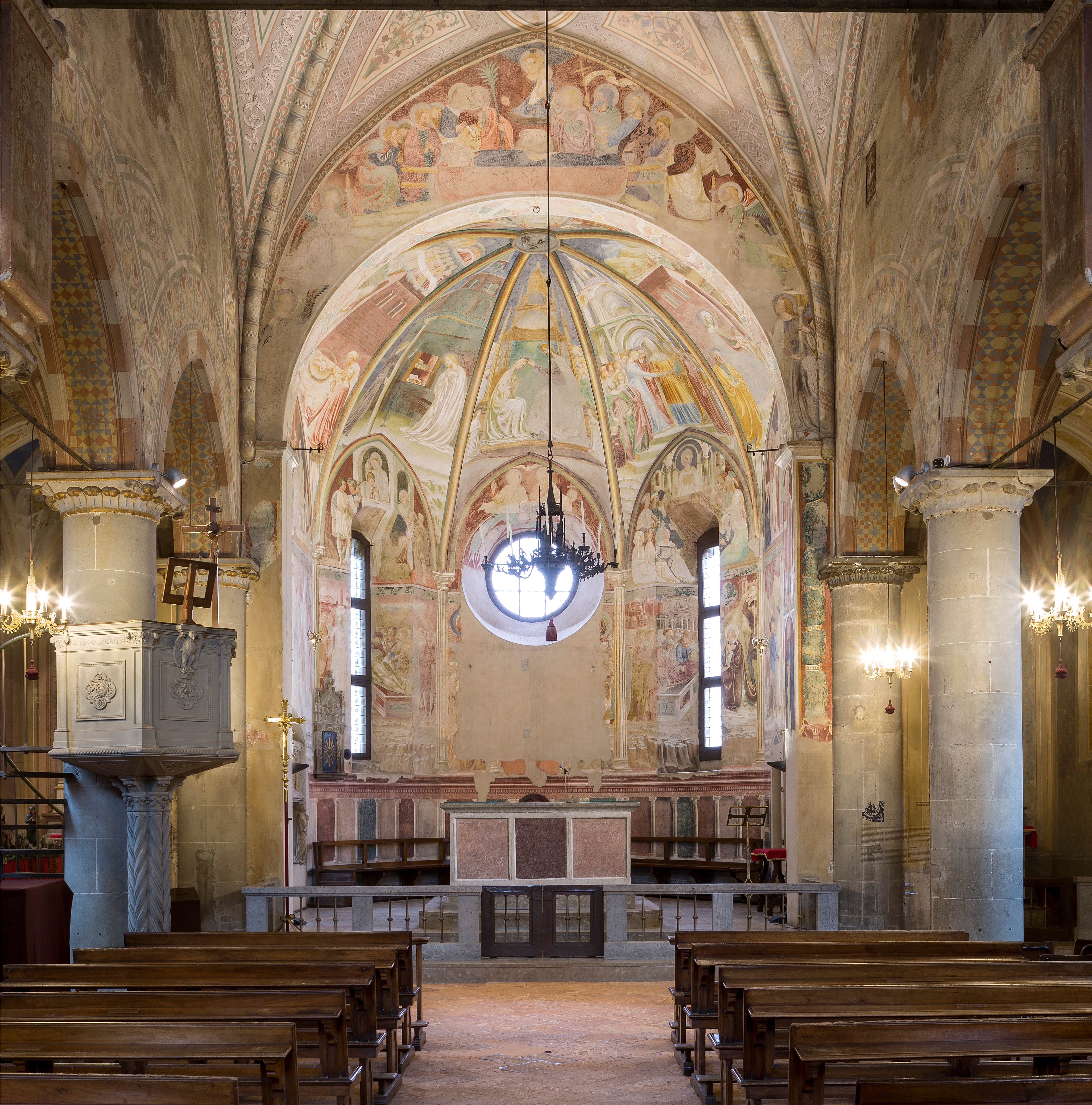
L'armonioso interno della Collegiata con l'abside affrescata da maestri toscani: Masolino da Panicale, Paolo Schiavo e Lorenzo di Pietro detto il Vecchietta.

Nell'abside sono presenti anche le Storie di san Lorenzo e Stefano martiri che possono essere attribuite rispettivamente a Paolo Schiavo (lunette e prime scene della parete di destra) e a Lorenzo di Pietro detto il Vecchietta (parete di sinistra e di fondo).
Sul fronte dell'arco trionfale, che separa il presbiterio dalla navata, è riemerso durante un restauro del 2003 il Transito della Vergine, che completa il ciclo, ma che spetta a Paolo Schiavo. Allo stesso autore si deve una Crocifissione ospitata nel presbiterio, opera collocata in Collegiata dopo esser stata originariamente dipinta per un altro edificio.
Sotto l'arco tra l'abside centrale e quella di sinistra, si trova la tomba del cardinale Branda Castiglioni, composta da un elaborato sarcofago marmoreo retto da Virtù come cariatidi e nei pressi della stessa sepoltura, un antico tabernacolo.
Nelle capelle laterali sono due polittici della prima metà del XV secolo in pietra policroma, raffiguranti Cristo con gli Apostoli (a destra, nella cappella dedicata appunto ai Dodici), e la Madonna col Bambino e i Santi Stefano e Lorenzo (a sinistra, nella cappella detta di san Clemente).

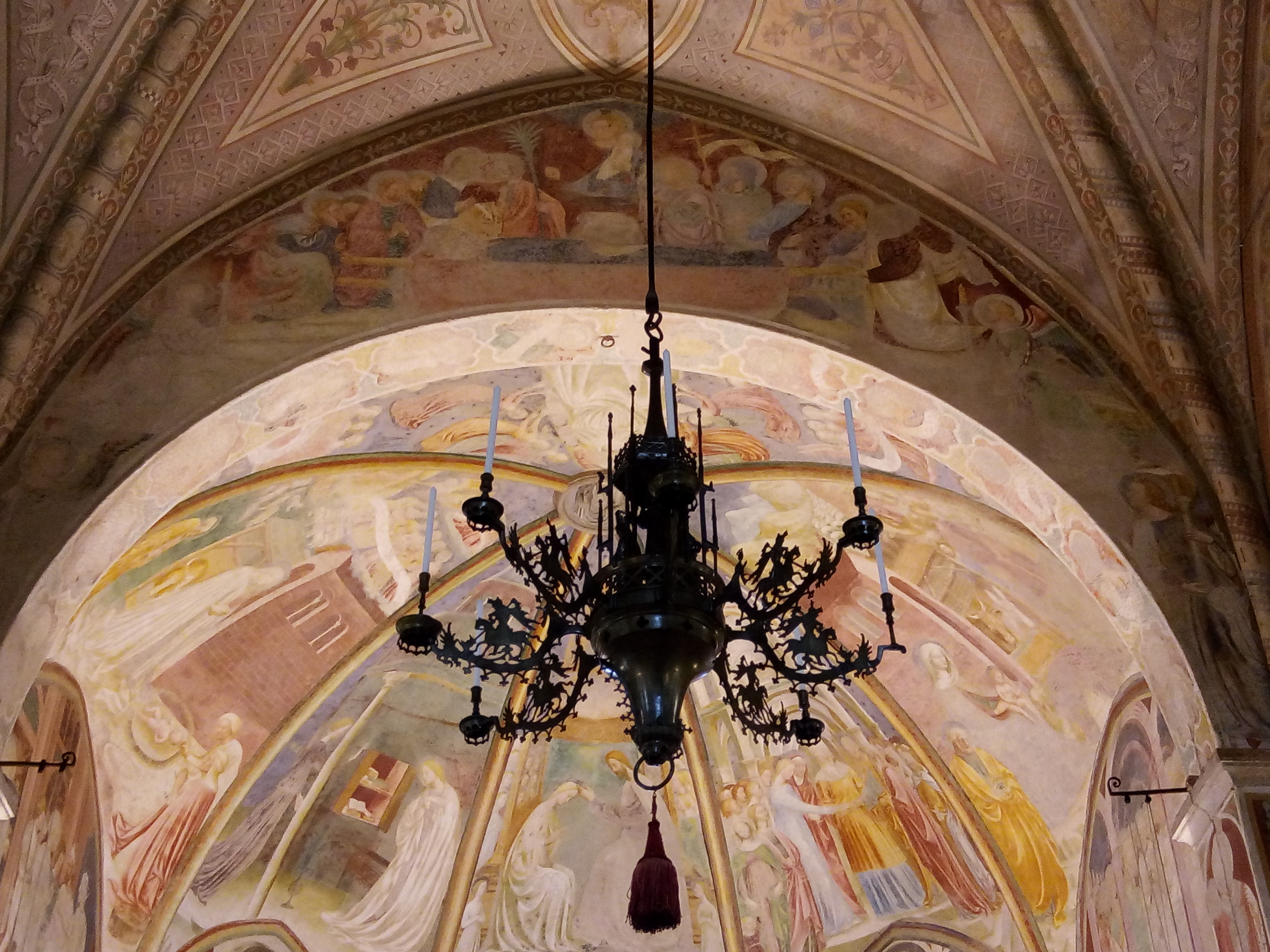
Lampadario quattrocentesco della Collegiata

### Battistero
- Storie del Battista, Masolino da Panicale, 1435[6];
- Fonte battesimale quattrocentesco di maestri caronesi.

### Museo

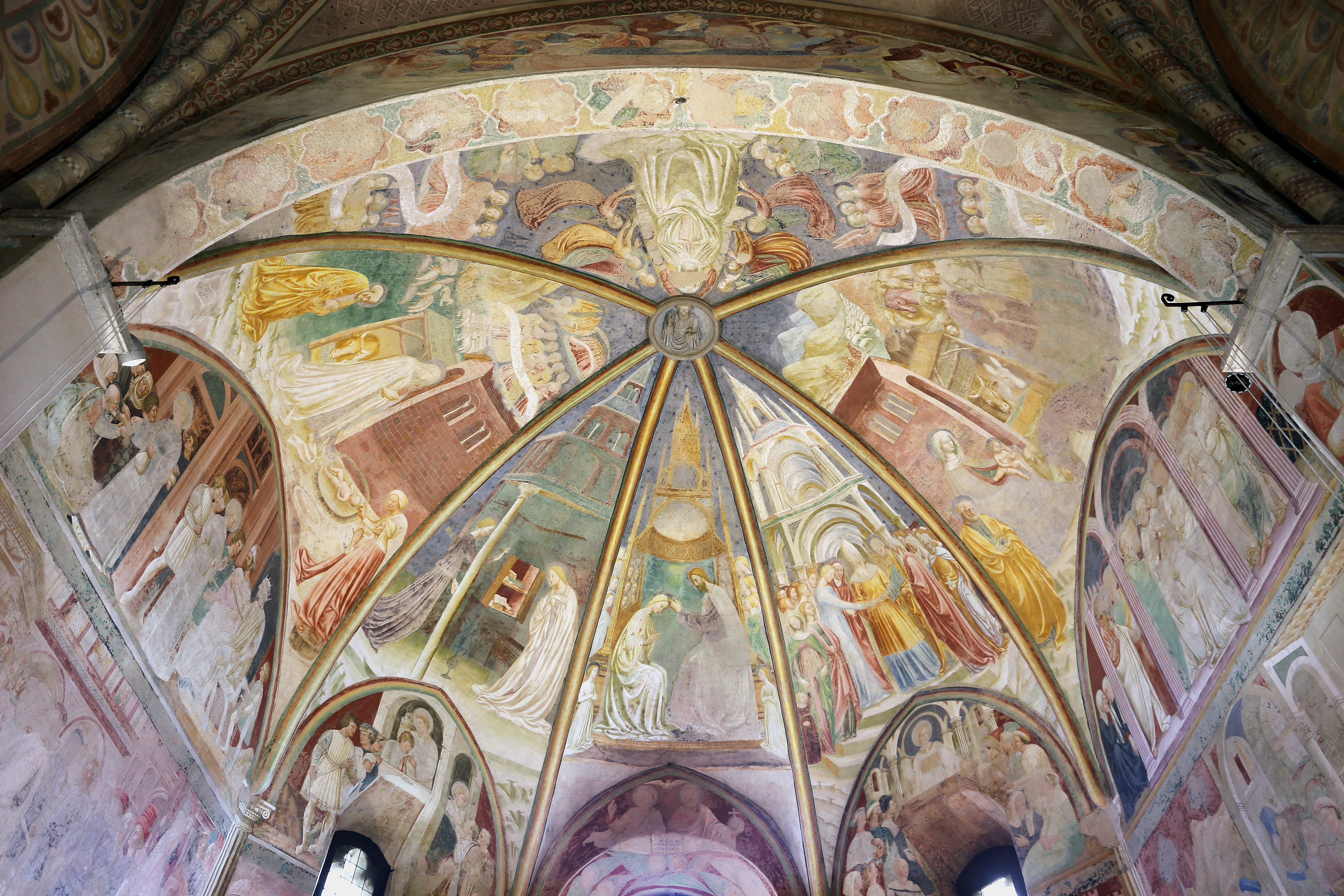
Gli affreschi di Masolino

- Crocifissione di Neri di Bicci, 1465 circa
- Annunciazione[6] di Apollonio di Giovanni, 1440 circa
- Corali di canto ambrosiano, prima metà del XV secolo
- Velo funebre del cardinale Branda Castiglioni, morto nel 1443. Il manufatto tessile, ricamato, realizzato in tempi vicini alla morte del prelato, fu rinvenuto sul volto del cardinale nel momento della ricognizione della tomba, nel 1935 ed è stato restaurato nel 2022.[7]
- Madonna col Bambino, pittore lombardo, tempera su tavola, XVI secolo
- Oreficeria e artigianato lombardi
- Croce stauroteca, oreficeria veneziana e mosana, prima metà del XV secolo
- Lipsanoteca in avorio,[4] artigianato fiorentino, prima metà del XV secolo
- Cristo Crocifisso, intaglio lombardo, fine del XV secolo
- Sacra Famiglia con santa Caterina da Siena, maestro veneto-cretese, tempera su tavola
- Ecce Homo, scultore lombardo, legno intagliato
- Braciere, ferro battuto e legno, XVIII secolo